# Truist Park
Il Truist Park (già SunTrust Park dal 2017 al gennaio 2020) è uno stadio di baseball situato nell'area di Cumberland, sobborgo nella contea di Cobb, a nord-ovest della città di Atlanta. A partire dalla stagione 2017 ospita le partite casalinghe degli Atlanta Braves, squadra di baseball che milita nella Major League Baseball (MLB). Inaugurato come SunTrust Park, lo stadio è stato rinominato Truist Park il 14 gennaio 2020.
È stato progettato per sostituire il vecchio Turner Field e i lavori di costruzione sono iniziati il 16 settembre del 2014. L'inaugurazione ufficiale è avvenuta il 14 aprile del 2017 attraverso la prima partita di campionato che ha visto i Braves vincere con il punteggio di 5 a 2 contro i San Diego Padres.

## Storia
L'11 novembre del 2013, gli Atlanta Braves hanno annunciato di non essere intenzionati a prolungare il contratto che li lega con il vecchio Turner Field e, visto gli eccessivi costi per il rinnovamento e ristrutturazione stimati in 350 milioni di dollari, hanno espresso la volontà di costruire un nuovo impianto. I diritti per il nome sono stati acquistati dalla SunTrust (gruppo bancario con sede ad Atlanta e proprietaria anche dell'omonima SunTrust Plaza) e li deterranno per i prossimi 25 anni.

Logo della SunTrust

Lo stadio sorge nella contea di Cobb e più precisamente nell'area denominata Cumberland, una zona periferica a nord-ovest di Atlanta in rapida crescita economica ed edilizia e il progetto è stato affidato all'azienda Populous che ha già costruito diversi impianti sportivi in tutto il mondo.
Si stima che i costi totali del progetto, che comprende anche l'area attorno allo stadio nella quale sono state costruite anche varie attività commerciali, aree ecologiche e parcheggi, ammonterebbero a circa 1,1 miliardi di dollari, stanziati in parte da fondi privati e in parte da fondi pubblici provenienti dalla contea di Cobb.